# Świątynia Guanghua w Pekinie
Świątynia Guanghua (chin. upr.: 广化寺; chin. trad.: 廣化寺; pinyin: Guǎnghuà Sì) – świątynia buddyjska w Pekinie, w dzielnicy Xicheng, położona na wschód od jeziora Houhai w kompleksie Shichahai. Świątynia jest siedzibą Pekińskiego Związku Buddyjskiego.
Została wzniesiona za panowania dynastii Yuan (1271–1368). Według legendy zbudowano ją za darowizny, które otrzymywał mnich, siedzący w miejscu, gdzie później powstała świątynia. Budynek został odnowiony w 1463 roku, za rządów dynastii Ming. Świątynię następnie przebudowano w 1852 i 1894 roku. W 1937 roku pekiński artysta Pu Ru (溥儒) sfinansował remont budynku.